# Gaspar Sanz
Gaspar Sanz, de nombre real Francisco Bartolomé Sanz Celma (Calanda, Teruel, 4 de abril de 1640 - Madrid, 1710), fue un compositor, guitarrista y organista del Barroco español. Estudió música, teología y filosofía en la Universidad de Salamanca, donde más tarde fue nombrado profesor de música. Escribió tres libros de pedagogía y obras para guitarra barroca que forman una parte importante del actual repertorio de guitarra clásica según los mejores músicos sobre las técnicas de la guitarra.

## Biografía
La fecha de su nacimiento corresponde con la del Milagro de Calanda (1640); su presunta partida de bautismo data del 4 de abril de este mismo año. La primera vez que se registra el nombre de Gaspar es en 1669, en relación con unas oposiciones a la cátedra de Música de la Universidad de Salamanca. Comenzó estudiando humanidades antes de obtener el grado de bachiller en Teología y haber ocupado la cátedra en Música de esta misma universidad. La cátedra quedó vacante por la jubilación de Juan Berjón de la Real. Junto con otros dos músicos y tras una gran disputa el puesto vacante fue seguramente para Antonio de Castro, ya que según los examinadores Sanz solo aventajaba a su oponente en materia teórica pero carecía nociones de composición, pero cinco años más tarde, y como anécdota, en 1674, el guitarrista publicó su primera edición de su libro "Instrucción de la música sobre guitarra española".
Sabemos que Gaspar Sanz pasó un largo tiempo en Roma y Nápoles donde habría recibido lecciones de Orazio Benevoli, Pedro Ciano y Lelio Colista, pero las únicas noticias de este viaje solo se encuentran en su libro, así como en las dedicatorias o en prólogos. Durante su viaje pudo tener coincidencias en las academias con algunos de sus maestros como Cristóbal Carisani, organista de la Real Capilla de Nápoles y de Júlio Colista. Se sabe que el viaje a Italia fue posterior al fracaso de la oposición salamantina. En Italia también pudo haber mantenido relación con algunas figuras que le sirvieron para entrar en contacto con el mundo de la ópera veneciana, así como Ziani y tal vez Filippo Coppola. En cualquier caso, Sanz se muestra como uno de los principales puentes entre dos tradiciones musicales: la española y la italiana. Si tal vez él mismo fue vehículo de influencia, su propio testimonio da a entender que en Zaragoza en las fechas en las que publicó por primera vez su tratado, existía una cierta práctica de música extranjera, particularmente de "sonadas cromáticas de violines que vienen de Italia" a la que no debía de ser ajena en la Zaragoza de Juan de Austria, que influyó considerablemente en la contratación de músicos para su propia cámara, tanto para iglesias zaragozanas como para la Capilla Real, demostrando una clara preferencia por lo italiano.
Se desconocen más datos precisos de la vida de Sanz desde su estancia en Zaragoza en 1674-75. Dedicó parte de su tiempo a la actividad literaria y seguramente, por los datos de la publicaciones no musicales que realizó, se le puede ubicar en Madrid entre 1678 y 1682, fecha en la que sale a la luz una edición póstuma de la traducción que Francisco de la Torre y Sevil, noble poeta y dramaturgo, hizo de los epigramas de John Owen, donde aparece un epigrama fúnebre de Gaspar Sanz dedicó al difunto en el que se declaraba presbítero. 
Escribió dos libros dedicados al nuncio Mellini, publicados en Madrid en 1668-1681 en todas estas obras muestra una erudición considerable así como un estilo cercano a la literatura emblemática. Las últimas ediciones de la Instrucción de música salieron a la luz en Zaragoza en 1697. No hay motivos para pensar que Sanz viviese en es ciudad en aquellos años pero si parece que no había muerto. Finalmente, según Latassa, el músico murió en Madrid en 1710.

## Instrucción de música sobre la guitarra española
En  1674, publicó su primera obra importante para guitarra barroca, la Instrucción de música sobre la guitarra española y métodos de sus primeros rudimentos hasta tañerla con destreza, que ampliaría más tarde dos veces. En total hubo siete ediciones, todas en los talleres de impresión de los Herederos de Diego Dormer, de Zaragoza. Las cinco primeras ediciones fueron dedicadas a don Juan José de Austria, del que era instructor musical. Así pues la obra de Sanz está compuesta en su integridad ya en 1674, pero, en virtud posiblemente de una estrategia comercial o de comprobación del mercado se fue publicando poco a poco.
El título original era "Instrucción de Música sobre la guitarra española y Método de sus primeros rudimentos, hasta tañerla con destreza, con dos laberintos ingeniosos, variedad de sones y dances de rasgueado y punteado, al estilo español, italiano, francés e inglés, con un breve tratado para acompañar con perfección sobre la parte muy esencial para la guitarra, arpa y órgano, resumido en doze reglas y exemplos los más principales de contrapunto y composición, dedicado al Serenissimo Señor, el Señor Ivan, compuesto por el Licenciado Gaspar Sanz, aragonés, natural de la Villa de Calanda, Bachiller en Teología por la Insigne Universidad de Salamanca". 
La obra enseña teoría de la música y técnicas para tocar música; contiene unos 90 arreglos de bailes españoles y melodías italianas. Por lo que respecta al temple de la guitarra Sanz menciona tres sistemas posibles dentro del orden convencional Mi-Si-Sol-Re-La : sin bordones, con bordones y con bordones octavados; en lo referente al rasgueados el lugar de los guarismos  posturas mediante el sistema alfabético italiano inventado por Montesardo y tomado por Sanz. Sobre el modo de tañer el punteado, insiste en el fenómeno de las campanelas y al ornamentación, obedeciendo a los modelos italianos; los ornamentos descritos por Sanz son algunos como los trinos, mordentes, temblor (vibrato), extrasino (notas ligasas), apoyamiento (apoyatura inferior) y esmorsata (apoyatura superior).
Es especialmente interesante el apartado que dedica al acompañamiento "documentos y advertencias generales para acompañar sobre la parte con guitarra, arpa y órgano cualquier otro instrumento" construyendo así uno de los manuales españoles conservado dedicado a este tema.

"Tanta variedad de reglas... por su extrañeza de falsas, no alcança más el arte... aquí hallarán muchas novedades y pieças tan extrañas, y de buen gusto"
Diego Járaba, a 19 noviembre 1674

Su obra consta de tres libros: el primero se ocupa de los inicios en la música y el instrumento; el segundo se dedica a todos los principales sones de puntado que se tañían en España; y el tercero hacía lo propio con las diferencias más primorosas de pasacalles que hasta entonces había compuesto su autor. Con esta obra, Gaspar Sanz sentó las bases de la técnica de la guitarra clásica moderna:

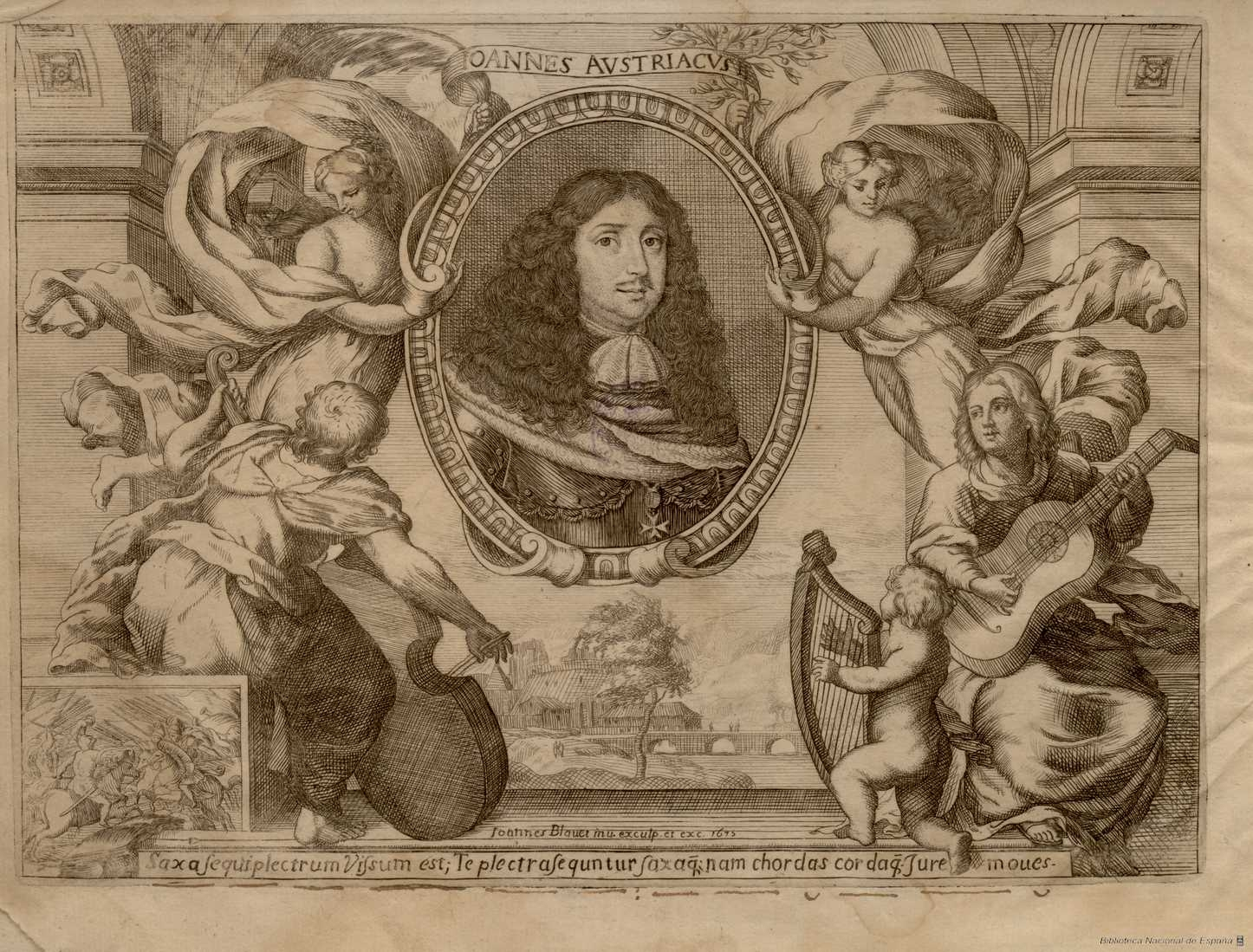
Imagen de Juan de Austria en el tratado.

### Volumen 1:Instrucción de música sobre la guitarra española(Zaragoza, 1674)
- Abecedario italiano;
- Gallarda;
- Mariona;
- Villano Archivado el 5 de febrero de 2012 en Wayback Machine.;
- Danza de las hachas;
- Españoleta;
- Pavana;
- Torneo;
- Batalla;
- Pasacalle sobre la D;
- Jácaras I;
- Canarios;
- Preludio y Fantasía;
- Sesquiáltera 1;
- Alemanda, la Serenissima;
- Giga, al aire inglés;
- Zarabanda francesa I;
- Preludio, o Capricho, arpeado por la cruz;
- Sesquiáltera 2;
- Alemanda, la Preciosa;
- Corriente por la Cruz;
- Zarabanda francesa II;
- Fuga I por primer tono, al ayre español;
- El que gustare de falsas ponga cuido en estos cromáticos;

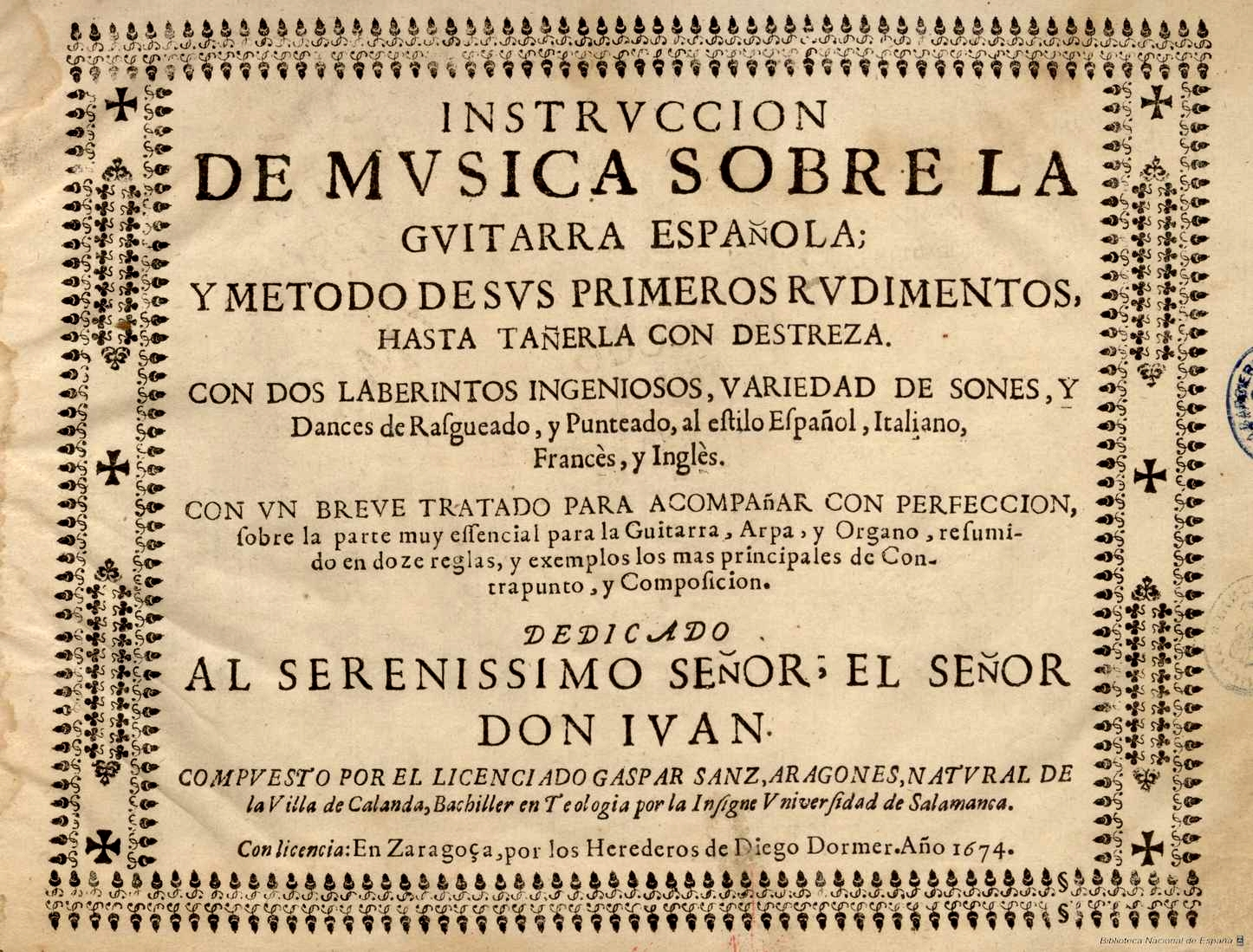
Gaspar Sanz: "Instrucción de música sobre la guitarra española y método de sus primeros rudimentos, hasta tañerla con destreza'". Zaragoza. Hros. de Diego Dormer. 1674.

- Fuga II, al ayre de jiga;
- Zarabanda francesa III;
- Passacalles por la E;
- Passacalles por la cruz.

### Volumen 2:Libro segundo, de cifras sobre la guitarra española(Zaragoza,  1675)

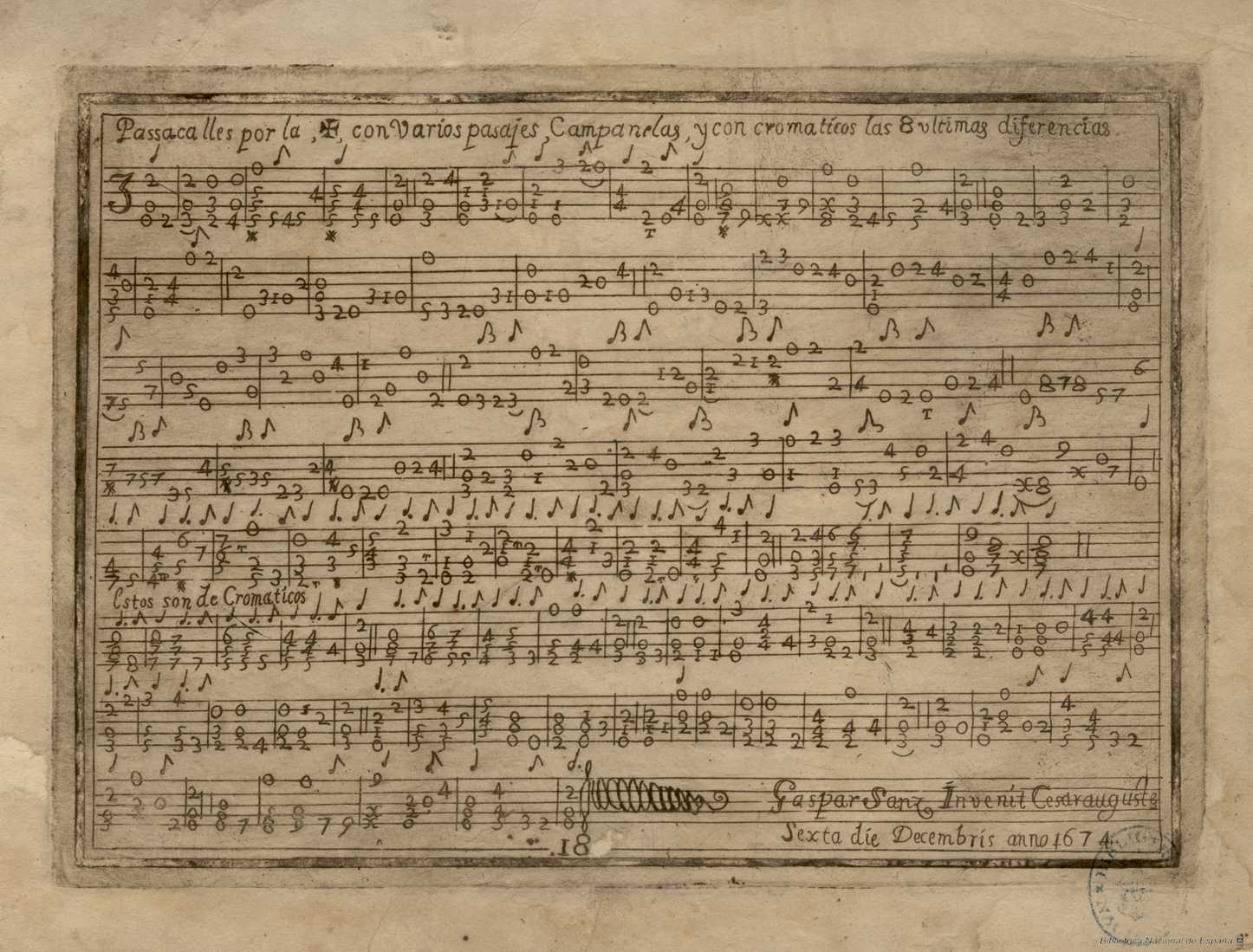
Tablatura del "Pasacalles por la cruz".

- Gallardas;
- Las hachas;
- La Buelta;
- Folias Archivado el 5 de febrero de 2012 en Wayback Machine.;
- Rujero;
- Paradetas Archivado el 20 de mayo de 2015 en Wayback Machine.;
- Matachín (enlace roto disponible en Internet Archive; véase el historial, la primera versión y la última).;
- Zarabanda;
- Jácaras II;
- Chacona;
- Españoletas;
- Pasacalles;
- Canarios II;
- Canarios III;
- Villanos;
- Marionas II;
- Marizápalos;
- Granduque I;
- Otro Granduque;
- Passacalles;
- Pavanas por la D;
- Giga Inglesa;
- Bailete Francés;
- Passacalles por la D;
- Clarines y Trompetas con canciones muy curiosas españolas, y de extranjeras naciones:;
  - La Cavallería de Nápoles;
  - La Garzona;
  - La Coquina Francesa;
  - Lantururú;
  - La Esfacheta de Nápoles;
  - La Miñona de Cataluña;
  - La Minina de Portugal;
  - Dos trompetas de la reyna de Suecia;
  - Clarín de los mosqueteros del rey de Francia.

### Volumen 3:Libro tercero de música de cifras sobre la guitarra española(Zaragoza,  1697)
- Pasacalles por la C;
- Prosiguen más diferencias sobre los antecedentes Passacalles;
- Passacalles por la I;
- Passacalles por la E y la D;
- Passacalles por la Cruz y K;
- Passacalles por la H;
- Passacalles por la G y B;
- Passacalles por la D por el Uno bemolado y por segundo Tono;
- Passacalles por la L;
- Passacalles por la K.

## Influencia posterior y homenajes
A petición del guitarrista Andrés Segovia, Joaquín Rodrigo compuso en 1954 su Fantasía para un gentilhombre para guitarra y orquesta sobre temas de la Instrucción de música sobre la guitarra española. La selección de obras del calandino se conoce como la Suite Española, por adoptar la forma de suite.
El guitarrista y  catedrático Regino Sainz de la Maza, difusor de la obra de Sanz, publicó sus Danzas Cervantinas (transcripción para la guitarra moderna de seis cuerdas de cuatro piezas de la Instrucción: Folías, Españoletas, Marizápalos y Canarios). 
Asimismo, hay que mencionar la influencia de Sanz en Manuel de Falla, quien lo citaría en su obra El retablo de Maese Pedro, compuesta en 1923.
En la década de 1980, se funda en Calanda
la Asociación Musical "Gaspar Sanz" en honor al músico.
En 1988, Eduardo López Banzo funda el conjunto instrumental Al Ayre Español: el nombre de esta prestigiosa formación (Premio Nacional de Música 2004) lo inspira el título de una Fuga para guitarra de Gaspar Sanz.
En 1962, Manuel Grandio, junto a otros miembros de la desaparecida "Orquesta Ibérica", funda la "Orquesta Gaspar Sanz", compuesta por instrumentos españoles de pulso y púa.
En la banda sonora del film Piratas del Caribe, toman recurrentemente los motivos de su obra Españoletas.

## Obra literaria
De manera paralela a su actividad musical, Gaspar Sanz desarrolló una carrera literaria de poeta y escritor, siendo el autor de algunos versos y de dos libros hoy olvidados, uno como traductor, el otro de creación propia: 
- El hombre de letras, escrito en italiano por el P. Daniel Bartoli (Madrid, 1678) -traductor-
- Ecos Sagrados de la fama gloriosa de N. muy Santo Padre Inocencio XI (Madrid, 1681)

## Discografía parcial
- Gaspar Sanz: Instrucción de Música para la Guitarra Española / Orphénica Lyra • GLOSSA (73:00)
- Gaspar Sanz: Laberintos Ingeniosos / Xavier Díaz-Latorre • ZIG ZAG
- Gaspar Sanz: La Preciosa / Gordon Ferries • DELPHIAN 34036 (66:20)
- Gaspar Sanz & Santiago de Murcia: Spanish Guitar Music / Jakob Lindberg • BIS (72:00)